# Campina de Icoaraci

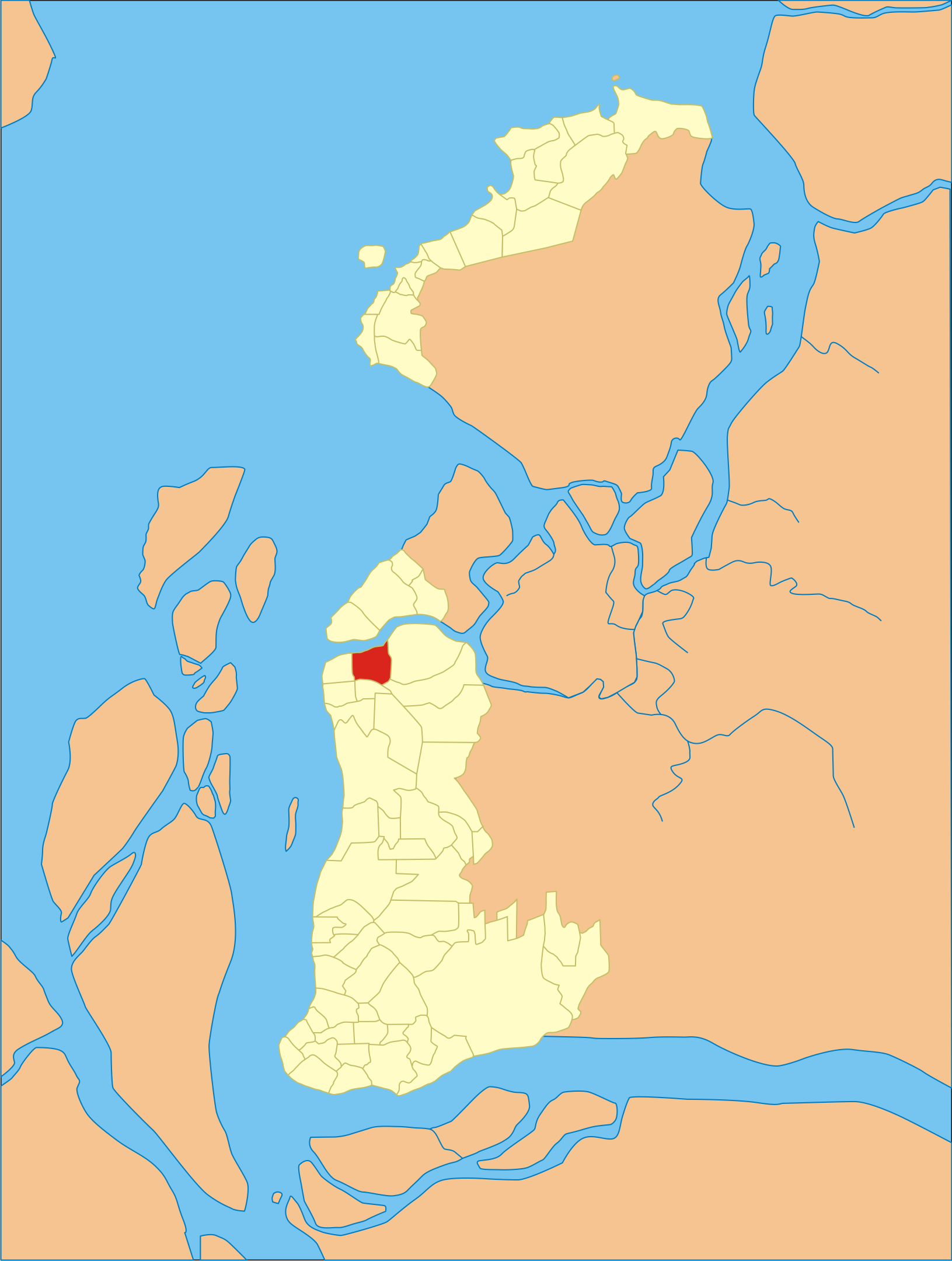
Localização do bairro Campina de Icoaraci em Belém do Pará.

A Campina de Icoaraci é um bairro da cidade brasileira de Belém localizado no Distrito Administrativo de Icoaraci (DAICO) no estado do Pará, vizinho do bairros Tapanã e Ponta Grossa.
É o primeiro bairro após o núcleo original de onde o distrito se expandiu em direção a rodovia Augusto Montenegro. É essencialmente residencial de classe média, suas ruas são na sua maioria estreitas e de traçado irregular, diferente do núcleo original de Icoaraci com suas vias dispostas em tabuleiro.
Possui um comércio incipiente, mas movimentado e disperso com algumas feiras para o provimento local.
Historicamente é marcado pela presença de um matadouro, que abastecia de carne todo o distrito, mas que foi desativado nos anos 80, atualmente, no mesmo local funciona o Corpo de Bombeiros de Icoaraci e um Batalhão de Polícia.

## Icoaraci
O distrito de Icoaraci é um dos oito distritos da cidade brasileira de Belém (estado do Pará), dividido em nove bairros e, distante cerca de 20 km do centro da capital.